# 鈴森康一
鈴森 康一（すずもり こういち、1959年4月 - ） は、日本のロボット工学者。東京工業大学工学院教授。元日本機械学会機素潤滑設計部門長。

## 人物・経歴
1982年横浜国立大学工学部機械工学第2学科卒業。1984年横浜国立大学大学院工学研究科機械工学専攻修士課程修了、東芝入社、東芝総合研究所研究員。1990年横浜国立大学大学院工学研究科生産工学専攻博士後期課程修了、工学博士。2001年岡山大学大学院自然科学研究科教授。岡山大学アクチュエータ研究センター長、マレーシア工科大学上級客員教授等兼務。2007年日本機械学会機素潤滑設計部門部門長。2014年東京工業大学機械宇宙システム専攻教授、岡山大学大学院自然科学研究科客員教授、国際廃炉研究開発機構技術評価委員会委員。2015年東京大学大学院工学系研究科博士学位請求論文審査委員会委員。日本機械学会フェロー、日本ロボット学会フェロー。日本機械学会賞、日本ロボット学会賞等受賞。

## 著書
- 『マイクロロボットのためのアクチュエータ技術』コロナ社 1998年
- 『ロボット機構学』コロナ社 2004年
- 『ロボットはなぜ生き物に似てしまうのか : 工学に立ちはだかる「究極の力学構造」』ブルーバックス 2012年